# Carabantes
Carabantes è un comune spagnolo di 37 abitanti situato nella comunità autonoma di Castiglia e León.